# العلاقات الأسترالية الإكوادورية
العلاقات الأسترالية الإكوادورية هي العلاقات الثنائية التي تجمع بين أستراليا والإكوادور.

## مقارنة بين البلدين
هذه مقارنة عامة ومرجعية للدولتين:
| وجه المقارنة                                              | أستراليا                                   | الإكوادور                      |
| --------------------------------------------------------- | ------------------------------------------ | ------------------------------ |
| المساحة (كم2)                                             | 7.69 مليون                                 | 283.56 ألف                     |
| عدد السكان (نسمة)                                         | 24.51 مليون                                | 16.62 مليون                    |
| الكثافة السكانية (ن./كم²)                                 | 3.19                                       | 58.61                          |
| العاصمة                                                   | كانبرا، ملبورن                             | كيتو                           |
| اللغة الرسمية                                             | لغة إنجليزية                               | اللغة الإسبانية، كيشوا ‏، شوار ‏ |
| العملة                                                    | دولار أسترالي، جنيه إسترليني، جنيه أسترالي | دولار أمريكي، سوكري إكوادوري   |
| الناتج المحلي الإجمالي (بليون دولار)                      | 1.32 تريليون                               | 103.06 مليار                   |
| الناتج المحلي الإجمالي (تعادل القوة الشرائية) بليون دولار | 1.10 تريليون                               | 185.24 مليار                   |
| الناتج المحلي الإجمالي الاسمي للفرد دولار أمريكي          | 56.31 ألف                                  | 6.21 ألف                       |
| الناتج المحلي الإجمالي للفرد دولار أمريكي                 | 45.92 ألف                                  | 11.37 ألف                      |
| مؤشر التنمية البشرية                                      | 0.939                                      | 0.746                          |
| رمز المكالمات الدولي                                      | +61                                        | +593                           |
| رمز الإنترنت                                              | .au                                        | .ec                            |
| المنطقة الزمنية                                           |                                            | 00                             |

## منظمات دولية مشتركة
يشترك البلدان في عضوية مجموعة من المنظمات الدولية، منها:
| علم المنظمة | اسم المنظمة                        | تاريخ انضمام أستراليا | تاريخ انضمام الإكوادور |
| ----------- | ---------------------------------- | --------------------- | ---------------------- |
|             | يونسكو                             | 4 نوفمبر 1946         | 22 يناير 1947          |
|             | الفريق المعني برصد الأرض           | ?                     | ?                      |
|             | مؤسسة التمويل الدولية              | 20 يوليو 1956         | 20 يوليو 1956          |
|             | منظمة حظر الأسلحة الكيميائية       | ?                     | ?                      |
|             | مؤسسة التنمية الدولية              | 24 سبتمبر 1960        | 7 نوفمبر 1961          |
|             | منظمة التجارة العالمية             | ?                     | ?                      |
|             | وكالة ضمان الاستثمار متعدد الأطراف | 10 فبراير 1999        | 12 أبريل 1988          |
|             | الاتحاد البريدي العالمي            | ?                     | ?                      |
|             | الاتحاد الدولي للاتصالات           | 27 مايو 1878          | 17 أبريل 1920          |
|             | منظمة الشرطة الجنائية الدولية      | ?                     | ?                      |
|             | الأمم المتحدة                      | 1 نوفمبر 1945         | 21 ديسمبر 1945         |
|             | البنك الدولي للإنشاء والتعمير      | 5 أغسطس 1947          | 28 ديسمبر 1945         |
|             | المنظمة الهيدروغرافية الدولية      | ?                     | ?                      |

## أعلام
هذه قائمة لبعض الشخصيات التي تربطها علاقات بالبلدين:
- جوليان أسانج (محرر وناشط وناشر أسترالي، 3 يوليو 1971[28] – )

## وصلات خارجية
- موقع وزارة الخارجية الأسترالية
- موقع وزارة الخارجية الإكوادورية